# Distrikt Paucartambo (Pasco)
Der Distrikt Paucartambo liegt in der Provinz Pasco der Region Pasco in Zentral-Peru. Der Distrikt wurde am 30. Dezember 1918 gegründet. Er besitzt eine Fläche von 719 km². Beim Zensus 2017 wurden 11.637 Einwohner gezählt. Im Jahr 1993 lag die Einwohnerzahl bei 13.939, im Jahr 2007 bei 20.993. Die Distriktverwaltung befindet sich in der 2950 m hoch gelegenen Kleinstadt Paucartambo mit 5320 Einwohnern (Stand 2017). Paucartambo liegt 50 km ostsüdöstlich der Provinz- und Regionshauptstadt Cerro de Pasco.

## Geographische Lage
Der Distrikt Paucartambo liegt in der peruanischen Zentralkordillere im Südosten der Provinz Pasco. Der Fluss Río Paucartambo entwässert das Areal nach Osten. Die westliche und nördliche Distriktgrenze bilden die Flüsse Río Ranyac, Río Huachón sowie unterhalb der Einmündung des Río Huachón der Río Paucartambo.
Der Distrikt Paucartambo grenzt im Westen an den Distrikt Ninacaca, im Norden an den Distrikt Huachón, im äußersten Nordosten an den Distrikt Chontabamba (Provinz Oxapampa) sowie im Süden an die Distrikte Ulcumayo und Carhuamayo (beide in der Provinz Junín).

## Ortschaften
Größere Orte im Distrikt neben dem Hauptort Paucartambo sind:
- Auquimarca  (975 Einwohner)
- Bellavista (606 Einwohner)
- Chupaca (534 Einwohner)
- Huallamayo (795 Einwohner)
- Quiparacra (1477 Einwohner)